# Active Directory Federation Services
Active Directory Federation Services (ADFS) – część oprogramowania firmy Microsoft, instalowana na systemie operacyjnym Windows Server. Umożliwia jednorazowe logowanie (SSO) do niezależnych aplikacji, w czasie trwania jednej sesji. ADFS oferuje bezpieczne udostępnianie tożsamości cyfrowej, jej praw, lub informacji takich jak e-mail, grupa, nazwa użytkownika (Claims).
ADFS rozszerza Active Directory do usług internetowych. Działa podobnie jak standardowy Active Directory. Kiedy użytkownik zostaje pomyślnie uwierzytelniony w jednym systemie, ma dostęp do innych aplikacji w całej sieci Windows (oczywiście gdy ma do tego prawo). ADFS dotyczy dokładnie takiej samej kwestii w internecie.